# Nếp cái hoa vàng
Nếp cái hoa vàng, có khi còn gọi là nếp ả hay nếp hoa vàng, là giống lúa nếp truyền thống nổi tiếng tại các tỉnh đồng bằng và trung du Bắc Bộ, Việt Nam, có hạt gạo tròn, dẻo, thơm đặc biệt nên thường dùng đồ xôi, làm cốm, làm các loại bánh có sử dụng gạo nếp, làm tương hoặc ủ rượu.
Nếp cái hoa vàng chỉ được trồng vào vụ mùa, khoảng từ tháng 5 đến tháng 10 âm lịch. Nếp được gọi là "nếp cái hoa vàng" do khi lúa trổ đòng, phấn hoa có màu vàng chứ không trắng như các loại lúa khác.

## Đặc điểm
Nếp cái hoa vàng là giống cây phản ứng với ánh sáng ngắn, chỉ cấy ở vụ mùa muộn ở miền Bắc Việt Nam và có thời gian trổ tương đối ổn định trong khoảng 7-10 tháng 10. Thời gian sinh trưởng của cây khoảng 145-160 ngày.
Cây nếp cái hoa vàng có chiều cao khoảng 120–125 cm/cây, gốc thân to, có khả năng chống đổ tương đối tốt. Khả năng đẻ nhánh của cây chỉ đạt mức trung bình yếu, tỷ lệ bông hữu hiệu 50-55%. Tuy nhiên, cây có khả năng chống chịu với một số điều kiện khắc nghiệt của thiên nhiên: khả năng chịu phèn, chịu chua và trũng khá, chịu hạn cuối vụ tương đối tốt. Khả năng kháng sâu bệnh của nếp cái hoa vàng tốt với bệnh đạo ôn hay khô vằn, nhưng kháng bệnh bạc lá ở mức trung bình và có thể bị nhiễm sâu đục thân nặng.
Bông lúa dài 20 – 22 cm, số hạt chắc trên một bông lúa trung bình khoảng 105-107 hạt. Hạt nếp cái hoa vàng tròn, dẹt và nhỏ hơn hạt nếp thường một chút, có màu vàng nâu sẫm, nhấm thử thấy ngọt mát lan tỏa đầu lưỡi như sữa; tỷ lệ chiều rộng và chiều dài hạt khoảng 1,82 và khối lượng 1000 hạt khoảng 25-26gram. Năng suất trung bình của nếp cái hoa vàng khoảng 35-40 tạ/ha, năng suất cao có thể đạt 40-45 tạ/ha.
Giống lúa nếp cái hoa vàng là giống chọn lọc từ giống lúa nếp địa phương, được công nhận giống theo Quyết định số 147 KHKT/QĐ, ngày 9 tháng 3 năm 1995.

## Thu hoạch và bảo quản
Để giữ cho lúa đượm hương, khi bông lúa ngả màu, nhà nông rút nước chân ruộng cho khô đến khi lúa uốn lưỡi câu, chín rũ mới gặt hái. Phơi lúa thường phải chọn sân gạch, nắng hanh. Lúa khô rồi được đổ vào chum và đậy thật kín.

## Ẩm thực

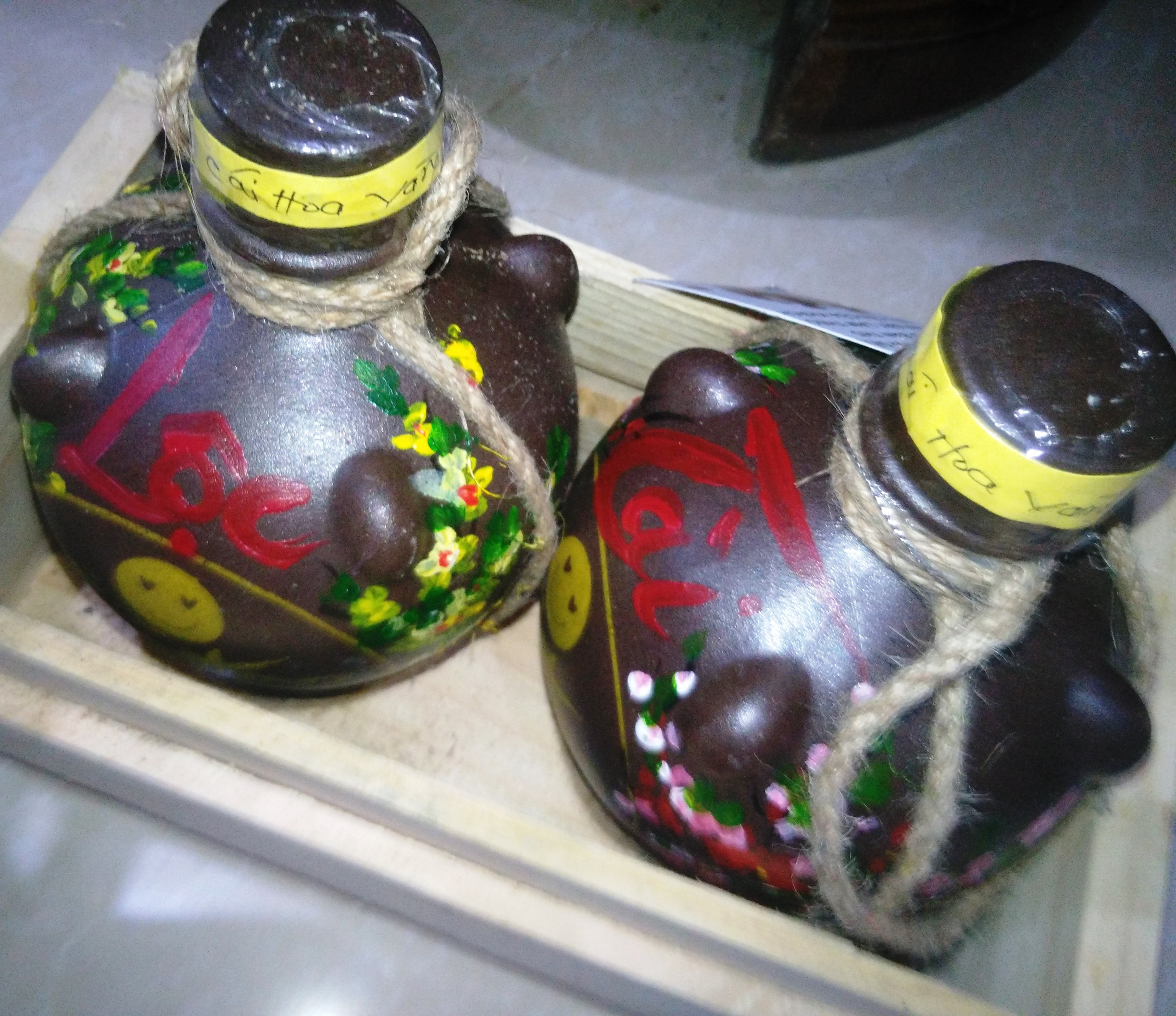
Rượu nếp cái hoa vàng ở Đông Hà

Hạt nếp cái hoa vàng khi nấu cơm, đồ xôi, làm bánh rất dẻo, ít bị lại gạo, mùi thơm ngào ngạt nên được người tiêu dùng ưa chuộng. Rượu nấu từ gạo nếp rất thịnh hành nhưng rượu nếp cái hoa vàng vẫn được coi là rượu đặc sản. Rượu nếp cái hoa vàng uống rất êm, ngọt hậu và có mùi thơm đặc trưng. Cốm làng Vòng đã nức tiếng trong cả nước nhờ được làm từ lúa nếp cái hoa vàng với những bí quyết riêng.

## Nghiên cứu bảo tồn tại Hải Dương
Là giống lúa đặc sản nổi tiếng tại hầu khắp các tỉnh trung du và đồng bằng Bắc Bộ Việt Nam, đặc biệt tại Hải Dương, Bắc Ninh, Thái Bình, Thanh Hóa, Hà Nội, Hải Phòng..., nhưng do trồng tản mạn và không chú trọng thâm canh, hiện có nơi lúa nếp cái hoa vàng đã dần bị mai một, gạo ít dẻo và thơm ngon như trước.
Sau một số năm nghiên cứu, Trung tâm Nghiên cứu và Phát triển Nông nghiệp, thuộc Viện Cây lương thực – Cây thực phẩm, được sự hỗ trợ của Viện Nghiên cứu Phát triển nông nghiệp của Pháp, đã bảo tồn, phục tráng thành công nếp cái hoa vàng ở An Phụ, Thị xã Kinh Môn, tỉnh Hải Dương. Dựa trên cơ sở sưu tầm 28 mẫu nếp cái hoa vàng và so sánh với nếp cái hoa vàng lưu trữ tại Trung tâm Quỹ gen Quốc gia, nhóm nghiên cứu đã chọn ra 4 mẫu và cấy để tìm ra được mẫu siêu nguyên chủng để giao cho các hộ dân trồng, tiến tới xây dựng vùng lúa nếp cái hoa vàng đặc sản, có chất lượng cao.

## Ở Hải Phòng
Xem bài: Nếp cái hoa vàng Đại Thắng